# Bogusław Szpytma
Bogusław Krzysztof Szpytma (ur. 24 marca 1963 w Kluczborku) – polski filolog polski, nauczyciel, handlowiec, samorządowiec, burmistrz Kłodzka w latach 2006–2014, w latach 2020–2023 II wicewojewoda dolnośląski.

## Życiorys
Spędził dzieciństwo i wczesną młodość w Kluczborku. Ukończył tam kolejno szkołę podstawową i średnią. W 1982 roku po pomyślnie zdanym egzaminie maturalnym podjął studia dzienne na kierunku filologia polska, które zakończył w 1987 roku zdobyciem tytułu zawodowego magistra. Ponadto ukończył studia podyplomowe z zakresu zarządzania i marketingu na Akademii Ekonomicznej we Wrocławiu.
W 1991 roku rozpoczął pracę jako nauczyciel języka polskiego w Szkole Podstawowej nr 1 im. Adama Mickiewicza w Kłodzku, gdzie zamieszkał z pochodzącą stamtąd żoną. Później pracował w kłodzkim Liceum im. Bolesława Chrobrego. W 1995 roku został handlowcem w firmie Alima-Gerber S.A., a od 1998 roku przedstawicielem handlowym w Wydawnictwie Szkolnym PWN. W firmie tej awansował na stanowisko regionalnego kierownika sprzedaży. Za swoją pracę otrzymał nagrodę prezesa PWN w uznaniu „za wyjątkowe osiągnięcia”.
W 2004 roku związał się z działalnością samorządową, zostając dyrektorem Departamentu Polityki Socjalnej Urzędu Marszałkowskiego Województwa Dolnośląskiego. Ponadto był członkiem komisji do spraw oceny wniosków w ramach Wieloletniego Programu Inwestycyjnego dla Województwa Dolnośląskiego na lata 2007–2013 realizowanego przez samorząd województwa, a także wiceprzewodniczącym zespołu ds. opracowania Regionalnego Planu Działań na rzecz Zatrudnienia (plan opracowany dla Ministerstwa Gospodarki i Pracy). W wyborach parlamentarnych w 2005 roku bez powodzenia kandydował do Senatu z ramienia Ligi Polskich Rodzin. Później wystąpił z tej partii.
26 listopada 2006 roku w drugiej turze wyborów samorządowych został wybrany na urząd burmistrza Kłodzka z ramienia Wspólnoty Samorządowej Teraz Kłodzko, wygrywając w II turze z Maciejem Awiżeniem, uzyskując wynik 51,32% głosów. 21 listopada 2010 roku powtórzył sukces wyborczy, startując z własnego komitetu, wygrywając w I turze i otrzymując 57,35% głosów. 30 listopada 2014 roku, ponownie ubiegając się o fotel burmistrza, uzyskał 41,46% głosów, przegrywając w drugiej turze wyborów samorządowych z Michałem Piszką. W wyborach samorządowych w 2018 roku, startując z własnego komitetu, zajął 2. miejsce spośród 6 kandydatów na burmistrza Kłodzka, otrzymując 14,9% głosów (do II tury nie doszło). Jednocześnie uzyskał mandat radnego miasta. W wyborach parlamentarnych w 2019 roku bez powodzenia kandydował jako bezpartyjny z listy Prawa i Sprawiedliwości do Sejmu. Przystąpił potem do Solidarnej Polski i z jej rekomendacji został powołany w maju 2020 roku na II wicewojewodę dolnośląskiego. Trzy lata później jego partia została przemianowana na Suwerenną Polskę. W grudniu 2023 zakończył pełnienie funkcji wicewojewody. W 2024 kandydował bez powodzenia do rady miejskiej Wrocławia.